# Liste de synagogues du Canada
Cet article présente la liste de synagogues du Canada.

## Liste
| Nom                                            | Image | Ville                     | Province / Territoire   | Inauguration      |
| ---------------------------------------------- | ----- | ------------------------- | ----------------------- | ----------------- |
| Synagogue Beth Israel d'Edmonton               |       | Edmonton                  | Alberta                 | mai 2000          |
| Synagogue Schara Tzedeck de Vancouver          |       | Vancouver                 | Colombie-Britannique    | 25 janvier 1948   |
| Synagogue Emanu-El de Victoria                 |       | Victoria                  | Colombie-Britannique    | 1863              |
| Synagogue Beth Israel de Halifax               |       | Halifax                   | Nouvelle-Écosse         | 1895              |
| Synagogue Beth Israel de Kingston              |       | Kingston                  | Ontario                 | 1910              |
| Synagogue Beth Israel de Peterborough          |       | Peterborough              | Ontario                 | 1964              |
| Synagogue B'nai Israel de Saint Catharines     |       | Saint Catharines          | Ontario                 | 1905              |
| Synagogue Adath Israel de Toronto              |       | Toronto                   | Ontario                 | 1957              |
| Synagogue Shaarey Zedek de Windsor             |       | Windsor                   | Ontario                 | 1958              |
| Synagogue Dorshei Emet de Hampstead            |       | Hampstead                 | Québec                  | 2003              |
| Synagogue Bagg Street Shul de Montréal         |       | Montréal                  | Québec                  | 1899              |
| Synagogue Beth Ora de Montréal                 |       | Montréal                  | Québec                  | 1953              |
| Synagogue Maghen Abraham de Montréal           |       | Montréal                  | Québec                  |                   |
| Synagogue Shaare Zedek de Montréal             |       | Montréal                  | Québec                  | 1954              |
| Synagogue hispano-portugaise de Montréal       |       | Montréal                  | Québec                  | 1768              |
| Congrégation Maison d'Israël.                  |       | Sainte-Agathe-des-Monts   | Québec                  | 12 juillet 1953   |
| Synagogue Emanu-El-Beth Sholom de Westmount    |       | Westmount                 | Québec                  | 22 avril 1960     |
| Shaar Hashomayim                               |       | Westmount                 | Québec                  | 17 septembre 1922 |
| Synagogue Beth Israel de Melfort               |       | Melfort                   | Saskatchewan            | 1906              |
| Synagogue Beth El de Saint-Jean de Terre-Neuve |       | Saint-Jean de Terre-Neuve | Terre-Neuve-et-Labrador | 1961              |